# Max Stebich
Max Stebich (Pseudonym: Max Rott) (* 10. Mai 1897 in Wien; † 17. Mai 1972 ebenda) war ein österreichischer Lehrer und Schriftsteller.

Aufnahme von Wilhelm Pollak um 1931

## Leben
Als Sohn eines Schneidermeisters geboren, absolvierte Stebich die Pädagogische Akademie in Wien. 1910 wurde er Mitglied der Burschenschaft Aldania Wien. Er diente ab Oktober 1915 als Einjährig-Freiwilliger und ab März 1916 als Offizier im Ersten Weltkrieg, von 1917 bis November 1918 als Kommandant einer Maschinengewehrabwehrkompanie.
Von 1918 bis 1938 war er als Deutsch- und Geschichtslehrer in Wien tätig. Von 1926 bis 1938 war er heimatkundlicher Mitarbeiter der Wiener Urania. Er verfasste lyrische Gedichte. Er wurde Mitglied in NS-Organisationen, so im Kampfbund für deutsche Kultur, im Deutschen Kulturbund, im Ring Nationaler Schriftsteller, im Bund deutscher Schriftsteller Österreichs. Er war in einem Kreis um Mirko Jelusich, Karl Hans Strobl, Paula Grogger und Josef Weinheber. Stebich hatte Kontakte zur Vaterländischen Front, trat aber angeblich 1933 der NSDAP bei. Seine Mitgliedschaft ließ er ab 1934 ruhen und er engagierte sich nicht parteipolitisch. Von 1936 bis 1940 war er Geschäftsführer des Bundes deutscher Schriftsteller Österreichs, 1938 der Reichsschrifttumskammer Österreichs. Er verfasste 1938 das Vorwort vom Bekenntnisbuch österreichischer Dichter.
Zur Jugendfeier im Mai 1937 hatte Stebich ein vaterländisches Festspiel geschrieben, das im Wiener Stadion aufgeführt wurde. Darin hatte er den Ständestaat gelobt, weshalb ihm 1938 die Mitgliedschaft in der NSDAP verweigert und er 1940 fristlos als Geschäftsführer der Reichsschrifttumskammer entlassen wurde.
Nach dem Ende des Zweiten Weltkrieges war er als freier Autor tätig und leitete den Donauverlag und den Gallusverlag. Er verfasste Romane, Dramen und Gedichte; und gab Märchen und Sagen heraus. Er war Übersetzer von Henryk Sienkiewicz. Er wurde am Wiener Zentralfriedhof bestattet.

## Ehrungen
- Im Ersten Weltkrieg: Große Silberne Tapferkeitsmedaille
- 1935: Dramenpreis der Nationalbühne Stuttgart
- 1938: Medaille zur Erinnerung an den 13. März 1938
- 1940: Adalbert-Stifter-Preis Prag
- 1952: Titel Professor
- 1964: Österreichischer Kinder- und Jugendbuchpreis für Aus Moor und Heide

## Veröffentlichungen (Auswahl)
- Präludien. Gedichte. Wien 1930.
- Akkorde. Gedichte. Wien 1931.
- Melodie der Stadt. Gedichte. Wien 1937.
- Albrecht von Österreich. Drama in einem Vorspiel, drei Akten und einem Epilog (sieben Bilder). Salzburg 1937.
- Das helle Leuchten. Gedichte. Wien 1939.
- Adagio. Gedichte. München 1943.
- Blumenlieder. Gedichte. 1948.
- Im Märchen um die ganze Welt. Für die Jugend ausgewählt und neu bearbeitet von Max Stebich. Verlagsbuchhandlung Julius Breitschopf jun., Wien 1953.
- Skandal im Königshaus. Roman. Wien 1955.
- Donausagen für die Jugend ausgewählt und neu erzählt. Illustrationen von Hildegard Hostnig. Verlagsbuchhandlung Julius Breitschopf jun., Wien 1958.
- Das große Wiener Sagenbuch. Mit Textillustrationen von Sidonie Huber. Verlag für Jugend und Volk, Wien 1960.